# Nazionale maschile di pallacanestro della Polonia
La nazionale maschile di pallacanestro della Polonia (Reprezentacja Polski w koszykówce mężczyzn) rappresenta la Polonia nelle competizioni internazionali maschili di pallacanestro organizzate dalla FIBA. È gestita dalla Federazione cestistica della Polonia (PZKosz).

## Storia
Fondata nel 1934, anno in cui si è affiliata alla FIBA, la selezione nazionale maschile polacca ha avuto nella sua storia periodi esaltanti contrapposti a periodi anonimi.

### Gli anni '30
È in questo periodo che risalgono i primi risultati importanti del team polacco, che alle Olimpiadi del 1936 ottiene il quarto posto e ai campionati europei ottiene quarto posto e bronzo rispettivamente nel 1937 e nel 1939.

### Gli anni '60
Dopo un periodo di anonimato, durato quasi un trentennio, caratterizzato da qualche timida apparizione internazionale, ma senza risultati di particolare rilievo, la rappresentativa polacca ritorna ad essere una potenza europea e mondiale. Risalgono infatti, a questo decennio, le più importanti pagine della sua storia sportiva:
- 3 medaglie consecutive messe in bacheca ai campionati europei, senza però mai riuscire nell'impresa di salire sul gradino più alto del podio
- la prima, e per adesso, unica partecipazione ai mondiali, dove ottiene il quinto posto
- tre partecipazioni olimpiche consecutive, nelle quali riesce a piazzarsi tra le prime otto

### Storia recente
Dopo il decennio d'oro, il crollo. Niente più mondiali, l'ultima partecipazione olimpica è datata Mosca 1980, ed agli europei, dove non riesce a qualificarsi per l'intero periodo dal 1999 al 2005.
Ammessa di diritto all'Europeo 2009 in quanto Paese ospitante, non è riuscita a raggiungere l'obiettivo minimo della qualificazione diretta al Mondiale 2010. Anche nelle successive edizioni ha raccolto risultati alquanto modesti.

## Piazzamenti

### Olimpiadi
- 1936 - 4°
- 1960 - 7°
- 1964 - 6°

- 1968 - 6°
- 1972 - 10°
- 1980 - 7°

### Campionati del mondo
- 1967 - 5°
- 2019 - 8°

### Campionati europei
- 1937 - 4°
- 1939 -  3°
- 1946 - 9°
- 1947 - 6°
- 1955 - 5°

- 1957 - 7°
- 1959 - 6°
- 1961 - 9°
- 1963 -  2°
- 1965 -  3°

- 1967 -  3°
- 1969 - 4°
- 1971 - 4°
- 1973 - 12°
- 1975 - 8°

- 1979 - 7°
- 1981 - 7°
- 1983 - 9°
- 1985 - 11°
- 1987 - 7°

- 1991 - 7°
- 1997 - 7°
- 2007 - 13°
- 2009 - 9°
- 2011 - 17°

- 2013 - 21°
- 2015 - 9°
- 2017 - 18°
- 2022 - 4°

## Formazioni

### Olimpiadi
Pallacanestro ai Giochi della XI OlimpiadeFilipkiewicz, Grzechowiak, Kasprzak, Kopf, Łój, Patrzykont, Pluciński, Różycki, Stok, Szostak, All. Walenty Kłyszejko
Pallacanestro ai Giochi della XVII Olimpiade3 Piskun, 4 Wichowski, 5 Pstrokoński, 6 Nartowski, 7 Młynarczyk, 8 Olszewski, 9 Sitkowski, 10 Łopatka, 11 Przywarski, 12 Dregier, 13 Świerczewski, 14 Pacuła,        All. Zygmunt Olesiewicz
Pallacanestro ai Giochi della XVIII Olimpiade4 Wichowski, 5 Pstrokoński, 6 Blauth, 7 Perka, 8 Olejniczak, 9 Sitkowski, 10 Piskun, 11 Likszo, 12 Łopatka, 13 Frelkiewicz, 14 Czernichowski, 15 Dregier,        All. Witold Zagórski
Pallacanestro ai Giochi della XIX Olimpiade4 Korcz, 5 Trams, 6 Malec, 7 Cegielski, 8 Kasprzak, 9 Jurkiewicz, 10 Niemiec, 11 Likszo, 12 Łopatka, 13 Frelkiewicz, 14 Kwiatkowski, 15 Pasiorowski,        All. Witold Zagórski
Pallacanestro ai Giochi della XX Olimpiade4 Pasiorowski, 5 Korcz, 6 Dolczewski, 7 Niemiec, 8 Seweryn, 9 Kozak, 10 Kasprzak, 11 Cegliński, 12 Łopatka, 13 Białowąs, 14 Durejko, 15 Langosz,        All. Witold Zagórski
Pallacanestro ai Giochi della XXII Olimpiade - Torneo maschile4 Zelig, 5 Doliński, 6 Rosiński, 7 Kijewski, 8 Binkowski, 9 Michalski, 10 Mulak, 11 Węglorz, 12 Młynarski, 13 Myrda, 14 Prostak, 15 Fikiel,        All. Stefan Majer

### Campionati del mondo
Campionato mondiale maschile di pallacanestro 19674 Wichowski, 5 Trams, 6 Malec, 7 Cegielski, 8 Oleszkiewicz, 9 Langiewicz, 10 Chmarzyński, 11 Likszo, 12 Łopatka, 13 Frelkiewicz, 14 Kwiatkowski, 15 Dregier,        All. Witold Zagórski
Campionato mondiale maschile di pallacanestro 20192 Balcerowski, 3 Sokołowski, 5 Cel, 6 Slaughter, 9 Ponitka, 12 Waczyński, 13  Olejniczak, 15 Łączyński, 33 Gruszecki, 34 Hrycaniuk, 55 Koszarek, 77 Kulig,        All. Mike Taylor

### Campionati europei
Campionato europeo maschile di pallacanestro 1937Czajczyk, Gendera, Grzechowiak, Kasprzak, Patrzykont, Pluciński, Resich, Różycki, Stok, Śmigielski, All. Walenty Kłyszejko
Campionato europeo maschile di pallacanestro 19394 Gregołajtys, 5 Bartosiewicz, 6 Śmigielski, 7 Resich, 8 Grzechowiak, 9 Pawłowski, 10 Stok, 11 Rossudowski, 12 Kasprzak, 13 Łój, 14 Pławczyk,        All. Walenty Kłyszejko
Campionato europeo maschile di pallacanestro 19463 Resich, 4 Iwanow-Ruszkiewicz, 5 Arlet, 6 Śmigielski, 7 Szymura, 8 Grzechowiak, 9 Jarczyński, 10 Stok, 12 Kasprzak, 14 Maleszewski,        All. Józef Pachla
Campionato europeo maschile di pallacanestro 19473 Żyliński, 4 Barszczewski, 5 Bartosiewicz, 6 Arlet, 7 Dowgird, 8 Jarczyński, 9 Jaźnicki, 10 Stok, 11 Markowski, 13 Ulatowski, 14 Maleszewski, 15 Resich,        All. Józef Pachla
Campionato europeo maschile di pallacanestro 19553 Kamiński, 4 Zagórski, 5 Wawro, 6 Sterenga, 7 Fęglerski, 8 Młynarczyk, 9 Przywarski, 10 Złotek-Złotkiewicz, 11 Bednarowicz, 12 Wójcik, 13 Nartowski, 14 Pacuła, 16 Pawlak, 17 Olszewski,        All. Władysław Maleszewski
Campionato europeo maschile di pallacanestro 19573 Wawro, 4 Wichowski, 5 Pstrokoński, 6 Nartowski, 7 Fęglerski, 8 Olszewski, 9 Sitkowski, 10 Pawlak, 11 Młynarczyk, 12 Wójcik, 13 Skrzeczkowski, 14 Pacuła,        All. Zygmunt Olesiewicz
Campionato europeo maschile di pallacanestro 19593 Piskun, 4 Wichowski, 5 Pstrokoński, 6 Nartowski, 7 Przywarski, 8 Olszewski, 9 Sitkowski, 10 Pawlak, 11 Młynarczyk, 12 Dregier, 13 Matysik, 14 Pacuła,        All. Zygmunt Olesiewicz
Campionato europeo maschile di pallacanestro 19614 Wichowski, 5 Pstrokońskii, 6 Piskun, 7 Młynarczyk, 8 Olszewski, 9 Sitkowski, 10 Pawlak, 11 Wysocki, 12 Niewodowski, 13 Arent, 14 Nartowski, 15 Olejniczak,        All. Witold Zagórski
Campionato europeo maschile di pallacanestro 19634 Wichowski, 5 Pstrokoński, 6 Arent, 7 Langiewicz, 8 Olejniczak, 9 Sitkowski, 10 Piskun, 11 Likszo, 12 Łopatka, 13 Frelkiewicz, 14 Nartowski, 15 Dregier,        All. Witold Zagórski
Campionato europeo maschile di pallacanestro 19654 Wichowski, 5 Pstrokoński, 6 Malec, 7 Perka, 8 Olejniczak, 9 Langiewicz, 10 Piskun, 11 Likszo, 12 Łopatka, 13 Frelkiewicz, 14 Grzywna, 15 Dregier,        All. Witold Zagórski
Campionato europeo maschile di pallacanestro 19674 Kuczyński, 5 Trams, 6 Malec, 7 Cegielski, 8 Chojnacki, 9 Kozak, 10 Korcz, 11 Likszo, 12 Łopatka, 13 Frelkiewicz, 14 Kwiatkowski, 15 Dregier,        All. Witold Zagórski
Campionato europeo maschile di pallacanestro 19694 Ładniak, 5 Trams, 6 Dolczewski, 7 Cegielski, 8 Seweryn, 9 Jurkiewicz, 10 Niemiec, 11 Likszo, 12 Kozak, 13 Kwiatkowski, 14 Guła, 15 Korcz,        All. Witold Zagórski
Campionato europeo maschile di pallacanestro 19714 Ładniak, 5 Korcz, 6 Dolczewski, 7 Cegielski, 8 Seweryn, 9 Jurkiewicz, 10 Frołów, 11 Cegliński, 12 Kozak, 13 Kalinowski, 14 Durejko, 15 Jedliński,        All. Witold Zagórski
Campionato europeo maschile di pallacanestro 19734 Pasiorowski, 5 Korcz, 6 Dolczewski, 7 Plebanek, 8 Seweryn, 9 Tybinkowski, 10 Grygiel, 11 Cegliński, 12 Kalinowski, 13 Myrda, 14 Durejko, 15 Langosz,        All. Witold Zagórski
Campionato europeo maschile di pallacanestro 19754 Grygiel, 5 Garliński, 6 Langosz, 7 Niemiec, 8 Seweryn, 9 Jurkiewicz, 10 Gardzina, 11 Fiedorczuk, 12 Ładniak, 13 Myrda, 14 Durejko, 15 Kwiatkowski,        All. Witold Zagórski
Campionato europeo maschile di pallacanestro 19794 Zelig, 5 Kudłacz, 6 Rosiński, 7 Kijewski, 8 Seweryn, 9 Garliński, 10 Chudeusz, 11 Węglorz, 12 Młynarski, 13 Myrda, 14 Prostak, 15 Fikiel,        All. Jerzy Świątek
Campionato europeo maschile di pallacanestro 19814 Zelig, 5 Szczubiał, 6 Rosiński, 7 Kijewski, 8 Bogucki, 9 Binkowski, 10 Boryca, 11 Węglorz, 12 Młynarski, 13 Jechorek, 14 Prostak, 15 Fikiel,        All. Jerzy Świątek
Campionato europeo maschile di pallacanestro 19834 Zelig, 5 Reschke, 6 Kiełbik, 7 Kijewski, 8 Jechorek, 9 Binkowski, 10 Mulak, 11 Węglorz, 12 Młynarski, 13 Bogucki, 14 Prostak, 15 Fikiel,        All. Jerzy Świątek
Campionato europeo maschile di pallacanestro 19854 Zelig, 5 Szczubiał, 6 Żurawski, 7 Sobczyński, 8 Jechorek, 9 Binkowski, 10 Mulak, 11 Węglorz, 12 Fiedler, 13 Wardach, 14 Zyskowski, 15 Fikiel,        All. Andrzej Kuchar
Campionato europeo maschile di pallacanestro 19874 Zelig, 5 Prostak, 6 Boryca, 7 Sobczyński, 8 Jechorek, 9 Binkowski, 10 Szczubiał, 11 Kobylański, 12 Fiedler, 13 Kołodziejczak, 14 Wardach, 15 Fikiel,        All. Andrzej Kuchar
Campionato europeo maschile di pallacanestro 19914 Zelig, 5 Zieliński, 6 Królik, 7 Baran, 8 Marcinkowski, 9 Binkowski, 10 Szczubiał, 11 Wójcik, 12 Jechorek, 13 Duda, 14 Bacik, 15 Torgowski,        All. Arkadiusz Koniecki
Campionato europeo maschile di pallacanestro 19974 Kościuk, 5 Pluta, 6 Mila, 7 Darnikowski, 8 Tomczyk, 9 Zieliński, 10 Wójcik, 11 Jankowski, 12 Szybilski, 13 Bigus, 14 Bacik, 15 Dryja,        All. Eugeniusz Kijewski
Campionato europeo maschile di pallacanestro 20074 Wołoszyn, 5 Pluta, 6 Skibniewski, 7 Witka, 8 Dylewicz, 9 Hyży, 10 Wójcik, 11 Pietras, 12 Szewczyk, 13 Kitzinger, 14 Frasunkiewicz, 15 Koszarek,        All. Andrej Urlep
Campionato europeo maschile di pallacanestro 20094 Skibniewski, 5 Roszyk, 6 Chyliński, 7 Szubarga, 8 Witka, 9 Szewczyk, 10 Wójcik, 11 Ignerski, 12 Logan, 13 Gortat, 14 Lampe, 15 Koszarek,        All. Muli Katzurin
Campionato europeo maschile di pallacanestro 20114 Berisha, 5 Łapeta, 6 Skibniewski, 7 Waczyński, 8 Pamuła, 9 Leończyk, 10 Szewczyk, 11 Kelati, 12 Szczotka, 13 Wiśniewski, 14 Hrycaniuk, 15 Koszarek,        All. Aleš Pipan
Campionato europeo maschile di pallacanestro 20134 Karnowski, 5 Kelati, 6 Lampe, 7 Szubarga, 8 Chyliński, 9 Zamojski, 10 Ponitka, 11 Ignerski, 12 Waczyński, 13 Gortat, 14 Hrycaniuk, 15 Koszarek,        All. Dirk Bauermann
Campionato europeo maschile di pallacanestro 20150 Czyż, 5 Cel, 6 Slaughter, 7 Kulig, 9 Ponitka, 12 Waczyński, 13 Gortat, 15 Koszarek, 17 Zamojski, 24 Karnowski, 33 Gruszecki, 66 Skibniewski,        All. Mike Taylor
Campionato europeo maschile di pallacanestro 20173 Sokołowski, 5 Cel, 6 Slaughter, 7 Kulig, 8 Zamojski, 9 Ponitka, 12 Waczyński, 15 Koszarek, 21 Gielo, 24 Karnowski, 33 Gruszecki, 34 Hrycaniuk,        All. Mike Taylor
Campionato europeo maschile di pallacanestro 20221 Zyskowski, 2 Balcerowski, 3 Sokołowski, 5 Cel, 6 Slaughter, 9 Ponitka, 10 Kolenda, 11 Dziewa, 13 Olejniczak, 23 Michalak, 30 Garbacz, 55 Schenk,        All. Igor Miličić

## Commissari tecnici
- 1936-1939 Walenty Kłyszejko
- 1946 Józef Pachla e Mieczysław Piotrowski
- 1947-1948 Józef Pachla
- 1949 Walenty Kłyszejko e Jerzy Patrzykont
- 1950 Tadeusz Ulatowski
- 1950-1953 Władysław Maleszewski
- 1953 Tadeusz Ulatowski e Jan Rudelski
- 1954 Andrzej Kulesza e Romuald Markowski
- 1955 Władysław Maleszewski e Jerzy Patrzykont
- 1956 Zygmunt Olesiewicz
- 1957 Jan Rudelski
- 1958 Jan Rudelski e Jerzy Patrzykont
- 1959 Zygmunt Olesiewicz e Jerzy Lelonkiewicz
- 1960 Zygmunt Olesiewicz
- 1961 Jerzy Lelonkiewicz
- 1961 Zygmunt Olesiewicz
- 1961-1975 Witold Zagórski
- 1986-1992 Arkadiusz Koniecki
- 1993 Tadeusz Aleksandrowicz
- 1993-1998 Eugeniusz Kijewski
- 1998-2000 Piotr Langosz
- 2000-2003 Dariusz Szczubiał
- 2003-2004 Andrzej Kowalczyk
- 2004-2006 Veselin Matić
- 2006-2008 Andrej Urlep
- 2008-2009 Muli Katzurin
- 2009-2010 Dariusz Maciejewski
- 2010-2011 Ihar Hryščuk
- 2011-2013 Aleš Pipan
- 2013-2014 Dirk Bauermann
- 2014-2021 Mike Taylor
- 2021- Igor Miličić

## Nazionali giovanili
- Selezioni giovanili della nazionale di pallacanestro della Polonia